# Emlembe
L'Emlembe è una montagna dell’eSwatini e rappresenta il punto più elevato del Paese, con un'altitudine di 1862 metri s.l.m.. La montagna si trova a est rispetto al complesso dei monti dei Draghi, al confine con il Sudafrica.